# Operațiunea Leul de Mare
Operațiunea Leul de Mare (în limba germană: Unternehmen Seelöwe) a fost un plan operațional al Germaniei pentru invadarea Regatului Unit în timpul celei de-a doua conflagrații mondiale, după înfrângerea Franței. Pentru asigurarea succesului operațiunii era nevoie de asigurarea superiorității aeriene și navale în regiunea Canalului Mânecii. Acest obiectiv nu a fost atins de către germani în timpul sau după încheierea Bătăliei Angliei. Pe 17 septembrie 1940, Operațiunea Leul de Mare a fost amânată pe termen nedefinit și nu s-au mai făcut încercări pentru executarea ei.

## Contextul general
Adolf Hitler a decis încă din noiembrie 1939 să „reglementeze” toate problemele din apus prin invadarea Belgiei, Țărilor de Jos și Franței. Luând în considerare posibilitatea ca porturile de la Canalul Mânecii să ajungă sub controlul Kriegsmarine, Großadmiral Erich Raeder a încercat să anticipeze pașii care ar fi trebuit făcuți după victoria pe continent. Marele amiral i-a cerut ofițerului său cu operațiunile, Kapitän Hans Jürgen Reinicke, să facă o analiză a unei posibile debarcări în Anglia. Reinicke și-a finalizat raportul preliminar în cinci zile și a identificat o serie de premise obligatorii:
- Eliminarea sau izolarea forțelor Royal Navy de pe rutele invaziei și din dreptul zonelor de debarcare.
- Eliminarea forțelor Royal Air Force.
- Distrugerea unităților Royal Navy din zona litorală.
- Prevenirea oricărei acțiuni a submarinelor britanice împotriva flotei de debarcare.

În decembrie 1939, comandamentul Forțelor armate terestre germane au conceput propriul studiu și au solicitat punctele de vedere ale Kriegsmarine și Luftwaffe. Planul forțelor terestre prevedea un atac pe țărmul estic al Angliei între The Wash și Tamisa al trupelor plecate din porturile Țarilor de Jos, care traversaseră Marea Nordului. Reichsmarschall Hermann Göring, comandantul Luftwaffe, a răspuns cu o scrisoare de o singură pagină în care declara că o acțiune combinată având ca obiectiv o debarcare în Anglia nu trebuie să fie actul inițial al războiului, ci cel care ar urma să pună capăt unui război victorios. Răspunsul Kriegsmarine a fost și mai concis, subliniind toate dificultățile care trebuiau depășite în cazul unei invazii în Anglia.
Ceva mai târziu, în primăvara anului 1940, Kriegsmarine a devenit și mai rezervată în privința invadării Regatului Unit datorită „victoriei” din timul campaniei din Norvegia (Weserübung). După Weserübung, Kriegsmarine mai avea doar un crucișător greu, două crucișătoare ușoare și patru distrugătoare funcționale. Admiralul Raeder era un oponent declarat al Operațiunii Leul de Mare, el luând în considerație că aproape toate vasele flotei de suprafață germane fuseseră scufundate sau avariate grav, efectivele Kriegsmarine fiind depășite în mod copleșitor de vasele Royal Navy.
Pe 16 iulie 1940, după campania victorioasă din Țările de Jos și Franța, Hitler, ale cărui propuneri de pace fuseseră respinse de britanici, a emis Directiva (Weisung) Nr. 16, prin care stabilea etapele pentru organizarea debarcării în Anglia. Fuhrerul își prefața ordinul pornind de la faptul că Anglia, în ciuda unei situații milirare caracterizate de Fuhrer drept „fără speranță”, nu dădea nici un semn că ar fi dispusă să accepte negocieri de pace. Obiectivul operațiunii, așa cum îl vedea Hitler, era eliminarea bazelor atacurilor împotriva Germaniei, lupta putând continua până la ocuparea completă a Angliei.
Directiva lui Hitler a stabilit patru condiții pentru declanșarea invaziei:
- Moralul RAF trebuia distrus, pentru ca să nu poată opune cu succes traversării flotei de invazie.
- Canalul Mânecii trebuia curățat de minele marine plasate de britanici în punctele de traversare, iar Strâmtoarea Dover trebuia blocată la mabele capete de minele germane.
- Regiunea de coastă dintre Franța ocupată și Anglia trebuia dominată de artileria grea germană..
- Royal Navy trebuia blocată în lupte în Marea Nordului și Mediterană, pentru ca să nu poată intervină în timpul invaziei. Vasele care se aflau încă în porturile britanice trebuiau distruse sau avariate prin atacuri cu torpile.

Această ultimă prevedere plasa responsabilitatea succesului operațiunii în principal pe umerii lui Raeder și Göring. Niciunul dintre ei nu erau susținățorii debarcării, mai mult chiar, nu își manifestau aproape fățiș dezaprobarea pentru acesta. Directiva 16 nu asigura înființarea unui cartier general operațional combinat care să coordoneze cele trei ramuri ale armatei (forțele terestre, marina și aviația) în timpul planificării și pentru coordonarea și executarea unei acțiuni așa de complexe (spre deosebire de aliați, care au creat Cartierul General Suprem al Forței Expediționare Aliate (SHAEF) pentru debarcarea din Normandia).
Atunci când a aflat de intențiile lui Hitler prin intermediul ministrului său de externe, Galeazzo Ciano, dictatorul italian Benito Mussolini s-a oferit să participe la invazie cu zece divizii de infanterie și treizeci de escadrile de aviație. Hitler a refuzat la început oferta, dar a acceptat în cele din urmă participarea unui mic contingent de avioane de vânătoare și bombardament Corpo Aereo Italiano, care să participe la campania aeriană a Luftwaffe din octombrie/noiembrie 1940.

## Forțele terestre germane

Planul Operațiunii Leul de Mare

### Heeresgruppe A
Comandant Generalfeldmarschall Gerd von Rundstedt
- 16.Armee — comandant Generaloberst Ernst Busch

Primul val - XIII.Armee-Korps — General Heinrich-Gottfried von Vietinghoff genannt Scheel.
  - 17.Infanterie-Division
  - 35.Infanterie-Division
  - Luftwaffe II./Flak-Regiment 14

- VII.Armee-Korps — Generaloberst Eugen Ritter von Schobert
  - 1.Gebirgs-Division
  - 7.Infanterie-Division
  - Luftwaffe I./Flak-Regiment 26

Al doilea val- V.Armee-Korps — General Richard Ruoff
  - 12.Infanterie-Division
  - 30.Infanterie-Division]

- XXXI.Armee-Korps — General der Panzertruppen Georg-Hans Reinhardt
  - 8.Panzer-Division
  - 10.Panzer-Division
  - 29.Infanterie-Division (mot.)
  - Infanterie-Regiment (mot.) Großdeutschland
  - Infanterie-Regiment Leibstandarte SS Adolf Hitler (mot)

Al treile val- IV. Armee-Korps — General Viktor von Schwedler
  - 24.Infanterie-Division
  - 58.Infanterie-Division

- XXXII.Armee-Korps — General Walter Kuntze
  - 45.Infanterie-Division
  - 164.Infanterie-Division

- 9.Armee — Generaloberst Adolf Strauss

Primul val- XXXVIII.Armee-Korps — General Erich von Manstein
  - 26.Infanterie-Division
  - 34.Infanterie-Division

- VIII.Armee-Korps — General Walter Heitz
  - 6.Gebirgs-Division
  - 8.Infanterie-Division
  - 28.Infanterie-Division

Al doilea val- XV.Armee-Korps — Generaloberst Hermann Hoth
  - 4.Panzer-Division
  - 7.Panzer-Division
  - 20.Infanterie-Division (mot.)

Al treilea val- XXIV.Armee-Korps General Leo Freiherr Geyr von Schweppenburg
  - 15.Infanterie-Division
  - 78.Infanterie-Division

### Heeresgruppe C
Generalfeldmarschall Wilhelm Ritter von Leeb
- 6.Armee — Generalfeldmarschall Walther von Reichenau

- II.Armee-Korps — General Walter Graf von Brockdorff-Ahlefeldt
  - 6.Infanterie-Division
  - 256.Infanterie-Division

- Tupele aeropurtate General Kurt Student
  - 7.Flieger-Division
  - 22.Infanterie-Division (Luftlande)

- Bau-Lehr-Regiment z.b.V. 800 Brandenburg

## Forțele aeriene germane

### Bătălia Angliei
Începând cu august 1940, Luftwaffe a început o serie de atacuri concentrate – Unternehmen Adlerangriff – asupra unor ținte din Regatul Unit pentru distrugerea RAF și câștigarea superiorității aeriene deasupra Marii Britanii. Campania a devenit cunoscută mai târziu ca Bătălia Angliei. Modificarea accentului bombardamentelor de la atacul asupra bazelor RAF și stațiilor radar spre atacarea Londrei, a transformat Adler într-un bombardament strategic. Efectele acestei modificări sunt subiect de controverse. O serie de istorici consideră că modificarea strategiei a făcut ca Lufewaffe să piardă lupta pentru câștigarea superiorității aeriene. Alți istorici consideră că Luftwaffe a obținut rezultate nesemnificative chiar și în prima parte a campaniei, iar RAF nu ajunsese în pragul colapsului, așa cum se afirmă câteodată. O altă opinie este aceea că germanii nu ar fi fost capabili să obțină o superioritate aeriană mai înainte ca condițiile meteorologice să se înrăutățească în toamnă. Există și opinia conform căreia era puțin probabil ca Luftwaffe să fie capabilă să distrugă RAF Fighter Command. Dacă pierderile britanice ar fi devenit foarte mari, RAF și-ar fi retras pur și simplu aparatele de zbor spre nord și și-ar fi regrupat aparatele de zbor. După aceasta, și-ar fi redesfășurat forțele spre sud, de îndată ce germanii ar fi lansat invazia. Există și părerea că „Leul de Mare” ar fi eșuat oricum, datorită slăbiciunii marinei germane.
Opinia conform căreia „Leul de Mare” ar fi fost un eșec indiferent de o posibilă victorie germană în bătălia aeriană era împărtășită de un număr de ofițeri de stat major. Marele amiral Karl Dönitz considera că superioritatea aeriană nu este suficientă. Dönitz a declarat că germanii nu aveau nici controlul asupra spațiului aerian, nici al mărilor și nici nu aveau vreo șansă să le cucerească. Erich Raeder, comandantul Kriegsmarine în 1940 aprecia că britanicii nu și-au mobilizat în luptă niciodată întreaga flotă. În continuare el considera că o invazie germană în Anglia ar reprezenta o chestiune de viață sau moarte pentru britanici, care nu ar ezita să angajeze întreaga forță navala până la ultimul vas și ultimul om în lupta pentru supraviețuire. Amiralul a remarcat că Luftwaffe era capabilă să apere transporturile navale germane împotriva raidurilor flotei britanice și a considerat că forțele aeriene germane nu erau capabile să suplinească nici pe termen scurt inferioritatea Kriegsmarine.
Când Franz Halder, șeful marelui stat major al forțelor terestre, a aflat care este starea Kriegsmarine și care sunt opiniile față de planul de invazie, el a notat în jurnalul său pe 28 iulie 1940 că, dacă tot ce se aude despre planul marinei este adevărat, se poate renunța fără probleme la întregul pland de invazie.
Alfred Jodl, șeful de operațiuni al OKW (Oberkommando der Wehrmacht), a remarcat după ce Raeder a admis că Kriegsmarine nu poate îndeplini cerințele operaționale ale forțelor terestre că o debarcare în Anglia trebuia privită doar ca un act disperat.

### Limitele Luftwaffe
Rezultatele Luftwaffe în luptele cu navele de suprafață până în acel moment erau slabe. În timpul campaniei din Norvegia, în ciuda superiorității aeriene pe care a avut-o timp de opt săptămâni, Luftwaffe a reușit să scufunde doar două vase de război britanice. echipajele germane nu erau antrenate, iar avioanele nu erau echipate să atace țintele navale aflate în mișcare, în special distrugătoarele și vasele torpiloare rapide. Luftwaffe nu era dotată nici cu bombe penetrante ale blindajelor navale și nu fuseseră dotate cu torpile, esențiale în lupta cu vasele mari. Luftwaffe a desfășurat 21 de atacuri împotriva unor vase toropiloare mici în timpul Bătăliei Angliei fără să reușească să scufunde măcar una. Britanicii aveau între 700 și 800 de vase torpiloare și vedete rapide, care puteau deveni o amenințare mare pentru germani dacă Luftwaffe nu era capabilă să le distrugă. Doar nouă vase torpiloare dintr-un toatal de o sută cincisprezece scufundate au fost distruse de aviația germană de-a lungul întregului război. Doar nouă distrugătoare britanice dintre cele peste o sută operaționale au fost scufundate în urma atacurilor de aviație în 1940. Dintre acestea, cinci au fost scufundate în timpul evacuării trupelor britanice de la Dunkerque și aceasta în ciuda unei lungi perioade în care germanii s-au bucurat de superioritate aeriană, a sutelor de tone de bombe lansate și a numeroaselor misiuni în regiune. Rezultatele Luftwaffe în ceea ce privește scufundarea navelor comerciale au fost de asemenea modeste. Aviația germană a scufundat aproximativ 1% dintre vasele care au navigat în 1940 în apele britanice. Cele mai multe vase comerciale britanice s-au scufundat după ce s-au ciocnit de mine marine.

#### Echipamentele speciale ale Luftwaffe
Pentru cazul unei invazii, germanii echipaseră avioanele Me 110 ale Erprobungsgruppe 210 cu așa-numitele „Seilbomben”. Acestea din urmă erau arme secrete care ar fi trebuit să fie utilizate pentru producerea unei întreruperi de curent în tot sud-estul Angliei. Echipamentul pentru lansarea firelor care ar fi dus la scurcicuitarea liniilor de înaltă tensiune erau montate pe avioanele Me 110. În principal, era vorba de lansarea unor sârme peste liniile de înaltă tensiune, o operațiune periculoasă pentru echipaje și avioane.

## Marina

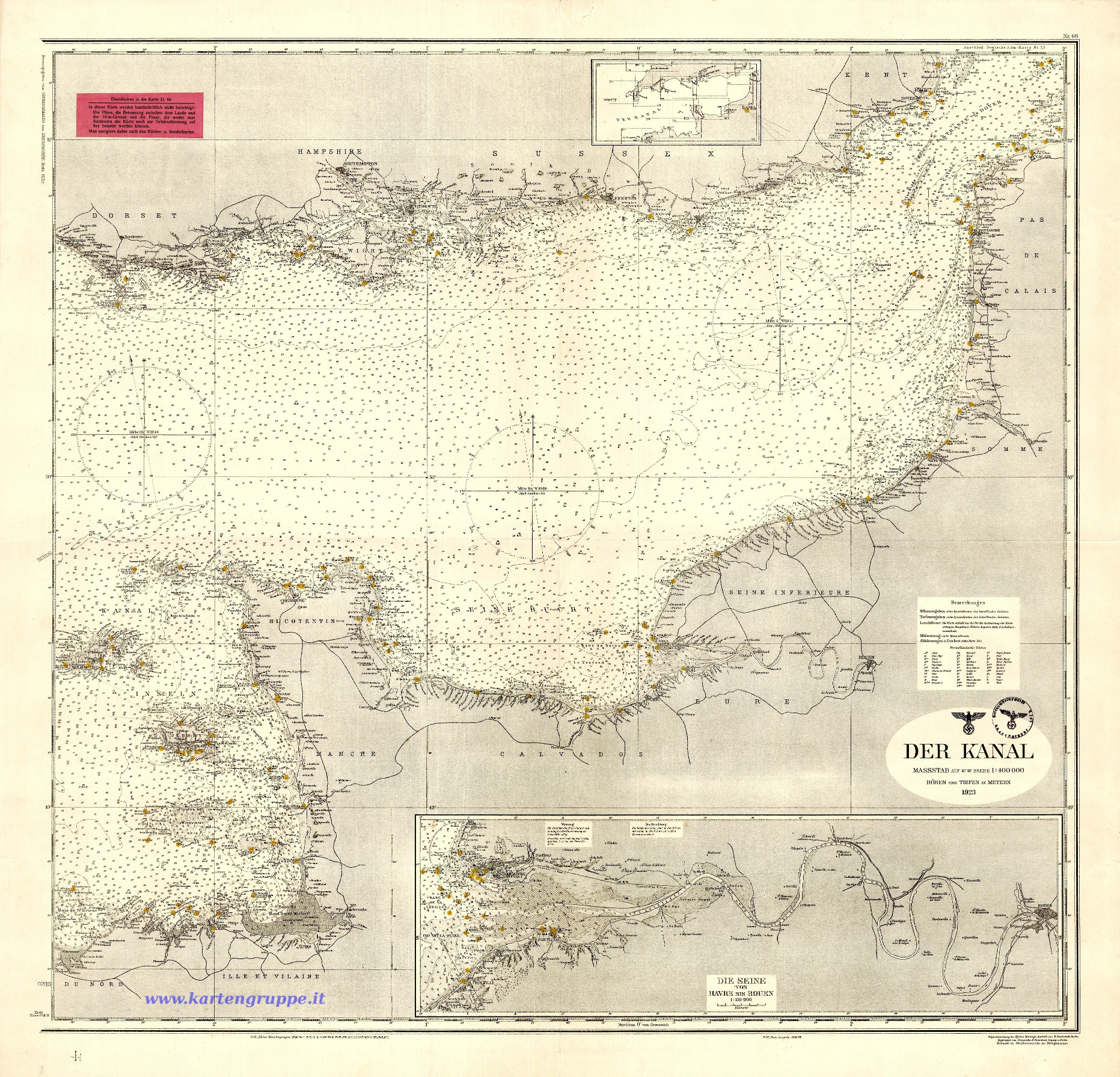
Harta nautică a Canalului Mânecii din dotarea Kriegsmarine (1943)

Cea mai mare problemă a germanilor în ceea ce privește protejarea unei flote de invazie era dimensiunile reduse ale marinei militare. Kriegsmarine, care era oricum inferioară din punct de vedere numeric Royal Navy, pierduse deja câteva dintre vasele moderne de suprafață în aprilie 1940 în timpul invaziei din Norvegia. Pierderea a două crucișătoare ușoare și a zece distrugătoare era în mod particular cea mai importantă, astfel de nave fiind cele mai potrivite pentru luptele din Canalul Mânecii, unde ar fi trebuit să aibă loc invazia. Submarinele (U-boat), cea mai puternică armă a Kriegsmarine, erau destinate distrugerii vaselor inamice, nu sprijinirii invaziei.
Deși Royal Navy nu își putea folosi toate navele disponibile în Canalul Mânecii, o bună parte a flotei fiind angajată în luptele din Oceanul Atlantic și Marea Mediterană, Home Fleet dispunea totuși de un mare avantaj numeric în fața germanilor. Este discutabil dacă vasele britanice de suprafață erau atât de vulnerabile la atacurile aeriene pe cât sperau germanii. În timpul evacuării de la Dunkerque, relativ puține vase britanice au fost scufundate, în ciuda faptului că erau ținte staționare. Diferențele totale dintre flotele de suprafață ale celor două forțe făceau ca o invazie amfibie să fie foarte riscantă, indiferent de rezultatele atacurilor aeriene. În plus, Kriegsmarine își folosea restul vaselor mari de suprafață în cadrul unor operațiuni de diversiune în Marea Nordului.
Flota franceză, una dintre cele mai puternice și moderne din lume la acea vreme, ar fi putut înclina balanța în defavoarea britanicilor, dacă ar fi fost capturată de germani. Atacul preventiv al britanicilor de la Mers-el-Kébir și sabordarea flotei franceze la Toulon a împiedicat creșterea puterii navale germane.
Chiar și dacă Royal Navy ar fi fost neutralizată, șansele unei invazii amfibii încununate cu succes ar fi fost reduse. Germanii nu aveau vase specializate de debarcare și ar fi trebuit să folosească în princpal barjele fluviale pentru transportarea trupelor și materialelor. Barjele ar fi limitat volumul pieselor de artilerie și numărul tancurilor care ar fi putut fi transportate pe insulă și ar fi limitat operațiunilor doar pentru perioadele cu mare calmă. Barjele fluviale nu erau proiectate să fie folosite pe mare și, chiar și în condiții meteorologice perfecte s-ar fi deplasat încet, fiind vulnerabile la toate tipurile de atac. În plus, nu exista nici măcar un număr suficient de mare de barje pentru transportul primului val de invazie, cu atât mai puțin pentru transportul valurilor următoare și al echipamentelor acestora. Germanii aveau nevoie să cucerească imediat un port, un lucru puțin probabil dată fiind capacitatea defensivă ridicată a apărării de coastă britanice din zona de sud-est. Britanicii se pregătiseră la rândul lor, punând la punct o serie de planuri de apărare în caz de invazie, printre măsurile care urmau să fie luate existând și măsuri precum folosirea gazelor de luptă.

### Vasele de debarcare

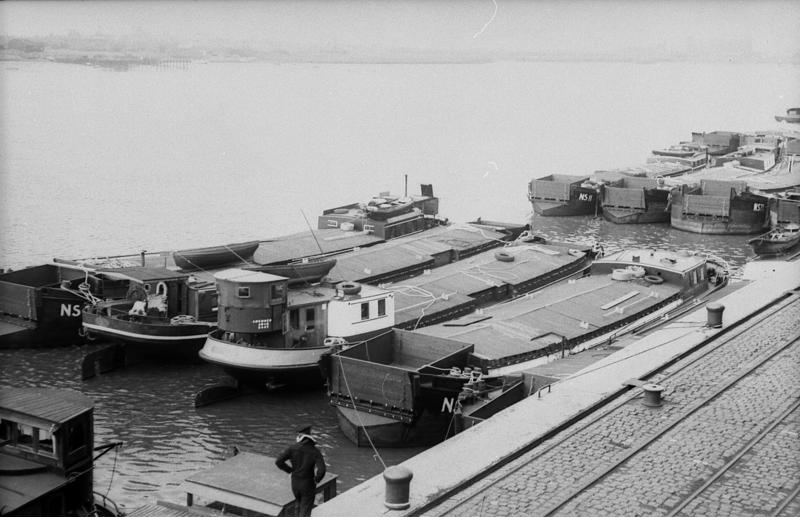
Barjele de invazie construite în portul german Wilhelmshaven

În 1940, marina germană era slab pregătită pentru organizarea unui atac amfibiu de amploarea Operațiunii Leul de Mare. Marinei îi lipseau atât vasele special construite pentru debarcare, cât și experiența și doctrina războiului amfibiu. Practic, pentru Leul de Mare, marina germană pornea de la zero. În perioada interbelică se depuseseră o serie de eforturi pentru experimentarea debarcărilor, dar fără rezultate notabile.

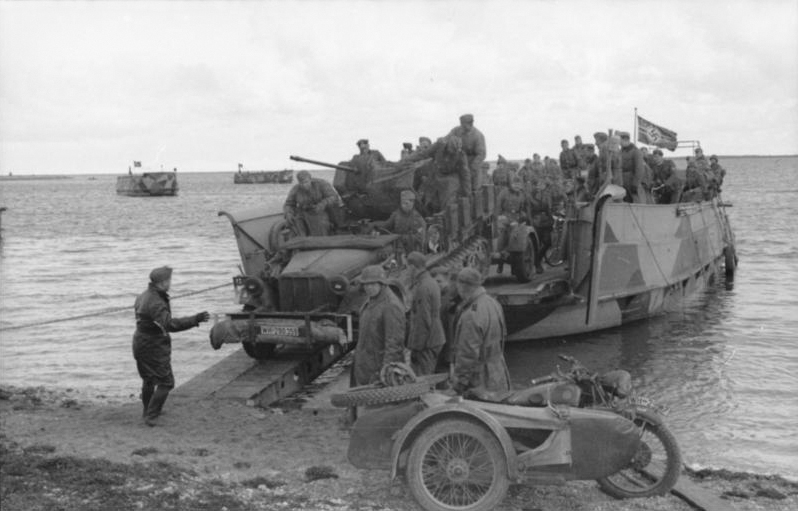
Debarcarea unui „vehicul cu destinație specială” dotat cu mitralieră antiaeriană de pe un vas „Pionierlandungsboot 39”

Marina a făcut progrese limitate în dezvoltarea vaselor de debarcare odată cu construirea Pionierlandungsboot 39 (Vasul de Debaracare a Geniștilor 39), un vas autopropulsat cu pescaj redus, care putea să transporte 45 de infanteriști, două vehicule ușoare și 20 t de provizii. La sfârșitul lui septembrie 1940 fuseseră livrate doar două prototipuri
Marina a început dezvoltara unui vas capabil să transporte și debarce atât unități mari de infanterie, cât și tancuri – „Marinefährprahm” cu o capacitate de 200 t. Aceste vase de debarcare de mare capacitate nu au fost însă gata pentru Operațiunea Leul de Mare din 1940, primele fiind lansate la apă abia în aprilie 1941.
Dat fiind faptul că a avut la dispoziție doar două luni pentru organizarea unei flote de invazie, Kriegsmarine a ales să convertească barje fluviale în vase de debarcare. Au fost rechizițonate 2.400 de barje din întreaga Europă, (860 din Germania, 1.200 din Țările de Jos și Belgia și 350 din Franța). Dintre acestea, doar 800 erau autopropulsate, restul urmând să fie remorcate.

#### Tipuri de barje
Pentru Operațiunea Leul de Mare au fost disponibile două tipuri principale de barje. Primul era péniche de 360 t, lungă de 38,5m, iar cel de-al doilea era Kampine de 620 t și 50 m lungime. Germanii au rechiziționat 1.336 barje clasificate ca péniches și 982 considerate Kampinen. Pentru simplificarea evidențelor, germanii au considerat că orice barjă de până la 360 t erau de „tipul A1”, iar cele mai mari de atât erau de „tipul A2”.

## Trupele terestre

### Blindatele
Asigurarea de sprijin primelor valuri de debarcare de către blindate era o problemă critică pentru planificatorii operațiunii. Aceștia au depus eforturi importante pentru găsirea unor soluții parctice pentru debarcarea tacurilor pe plajele de invazie. Deși barjele de tip A puteau să debarce tancuri de dimensiuni medii pe plajele deschise, acest lucru putea fi făcut doar în timpul refluxului, când vasele de transport erau pe pământ ferm. Timpul necesar ansamblării rampelor externe presupunea că atât blindatele cât și echipele de mecanici se aflau pentru o anumită perioadă sub focul inamicului. Din acest motiv, germanii au căutat să găsească o metodă mai rapidă și mai sigură pentru aducerea pe plajă a blindatelor. Au fost create astfel tancuri care pluteau și altele care erau complet submersibile.

#### Schwimmpanzer
Schwimmpanzer II era o versiune modificată a Panzer II care, în ciuda greutății de 8,9 t, putea fi făcut să plutească după atașarea unor flotoare paralelipipedice. Flotoarele erau confecționate din aluminiu și erau umplute cu fibre neturale de capochier. Propulsia era asigurată de șenile care, prin intermediul unor tije, erau legate la axul unei elice. Schwimmpanzer II se putea deplasa cu 5,7 km/h prin apă. Un furtun gonflabil din cauciuc din jurul turelei asigura etanșarea acesteia din urmă. Tunul de 280 mm și mitraliera erau operaționale chiar și în timpul în care tancul își croia drumul prin apă. Dată fiind lățimea marea a tancului dotat cu flotoare, Schwimmpanzer II putea fi lansat doar de la bordul unor barje modificate, printr-un bocaport de la pupa. Germanii au transformat 52 de tancuri obișnuite în blindate amfibii mai înainte ca operațiunea să fie contramandată.

#### Tauchpanzer

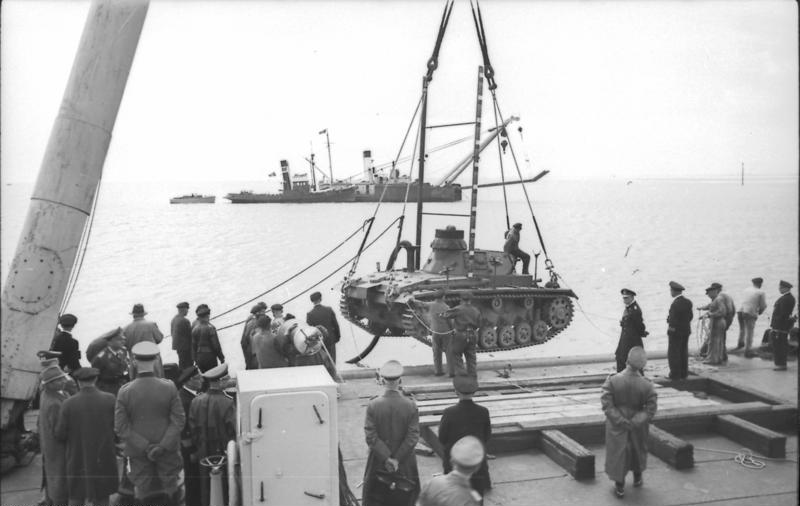
Panzer III Tauchpanzer în timpul testelor (1940)

Tauchpanzer, cunoscut și ca U-Panzer ori Unterwasser Panzer (tanc subacvatic) era un tanc mediu Panzer III ori Panzer IV modificat, cu o turelă etanșată. Spațiul dintre turelă și blindaj era etanșat cu un furtun gonflabil, iar manteletele și gura tunului și mitralierei precum și cupola comandantului erau acoperite cu dopuri dintr-un cauciuc special. Odată ce tancul ajungea pe uscat, toate acoperirile și etanșările erau îndepărtate prin detonarea unor încărcături explozive.
Aerul necesar funcționării motorului și supraviețuirii echipajului era aspirat în tanc printr-un furtun lung de 18 m, ținut la suprafața apei de un flotor. De flotor era atașată și o antenă, care permitea comunicația radio dintre echipajul tancului și barja de transport. Motorul tancului fusese modificat pentru ca să permită răcirea cu apă de mare, iar țevile de eșapament erau prevăzute cu supape de descărcare. Apa infiltrată în tanc putea fi eliminată cu pompe interioare. Navigația sub apă era făcută cu ajutorul unui giroscop direcțional și cu ajutorul instrucțiunilor radio date de operatori de pe barjele de transport.
Testele făcute la sfârșitul în iunie și iulie la Schilling, lângă Wilhelmshaven, au arătat că tancul submersibil funcționa corespunzător când se deplasa pe fundul mării. În momentul în care se opreau din orice motiv, tancurile aveau tendința să se afunde în nisip. Obstacolele submarine – șanțuri sau stânci de mari dimensiuni – puteau stopa înaintarea tancurilor. Din acest motiv s-a hotărât ca lansarea tancurilor la apă să se facă în timpul fluxului, ceea ce ar fi permis ca blindatele împotmolite să fie recuperate în timpul refluxului. Tancurile submersibile fuseseră proiectate să funcționeze până la o adâncime de 15 m.
Kriegsmarine făcuse planuri pentru folosirea a 50 de cabotiere special modificate, dat testele au demonstrat că acest tip de vas nu este potrivit. Balastul necesar pentru contrabalansarea tancurilor și faptul că vasul trebuia ancorat pentru prevenirea răsturanări în timpul plasării blindatului cu ajutorul unor macarale pe rampele laterale de lansare erau marile probleme care nu puteau fi rezolvate. Aceste dificultăți au dus la conceperea unui tip nou de barjă.
Până la sfârșitul lunii august, germanii au transformat 160 de Panzer III, 42 Panzer IV și 52 Panzer II în tancuri amfibii. Astfel, cel puțin pe hârtie, germanii dispuneau de 254 de blindate, aproximativ o divizie de blindate. Tancurile erau împărțite în patru batalioane boteazate Panzer-Abteilung A, B, C și D. În timpul invaziei, urmau să fie alimente cu suficient carburant și cu muniția aferentă pentru o rază de acțiune de 200 km.

### Echipamentul special de debarcare
În urma unui concurs lansat de marina militară, au fost proiectate „poduri grele de debarcare”, niște docuri prefabricate, în mare parte asemănătoarea cu „porturile” Mulberry folosite de aliații din al doilea război mondial în timpul debarcării din Normandia. Aceste docuri au fost proiectate și fabricate de către Krupp Stahlbau și Dortmunder Union. Prototipurile construite au petrecut iarna 1940-1941 în Marea Nordului. A fost ales modelul Krupp, deoarece era nevoie doar de o zi pentru montare, spre deosebire de modelul Dortmunder Union, care avea nevoie de douăzeci și opt de zile. docul Krupp era format dintr-o serie de platforme interconectate, fiecare lungă de 32 m și sprijinită pe fundul mării de câte patru picioare metalice. Platformele puteau fi ridicate sau coborâte cu vinciuri de mare capacitate, putând astfel să își regleze înălțimea funcție de flux și reflux. Marina germană a comandat opt sisteme complete Krupp, fiecare compus din șase platforme fiecare. Comanda a fost redusă la șase unități în toamna anului 1941, pentru ca până la urmă să fie anulată, după ce a devenit evident că operațiunea de debarcare nu va mai avea loc.
La mijlocul anului 1942, cele două prototipuri (Krupp și Dormunder) au fost transportate în Insulele Canalului, fiind instalate la Alderney, unde au fost folosite pentru debarcarea materialelor necesare fortificării insulelor. „Pontoanele germane” (cum le numeau localnicii) au rămas pe poziției până în 1978-1979, când au fost demontate în cele din urmă.
Forțele terestre au dezvoltat propriul pod portabil de debarcare poreclit Seeschlange (Șarpele de mare). Acest „drum plutitor” era format dintr-o serie de module interconectate, care puteau fi remorcate până la locul de debarcare, unde urmau să fie folosite ca docuri temporare. Vasele ancorate la Seeschlange puteau să își descarce marfa cu ajutorul macaralelor direct pe platforma „drumului”, sau în camioanele parcate în dreptul lor. Seeschlange a fost testat cu succes de o unitate specială a forțelor terestre la Le Havre în toamna anului 1941. Aceste docuri au fost alese pentru Operațiunea Herkules, planul unei invazii germano-italiene a Maltei..
Germanii au proiectat un vehicul specializat pentru debarcare în Anglia – Landwasserschlepper – un tractor amfibiu neînarmat, la care se lucra încă din 1935. Proiectul original fusese gândit ca vehicul de sprijin pentru trupele de pontonieri. Trei astfel de tractoare au fost alocate detașamentului 100 blindate ca parte a forțelor de invazie. Tractoarele urmau să tragă pe plajă barjele fără sistem propriu de propulsie și să remorcheze vehiculele prin nisipul plajelor. De asemenea, tractoarele urmau să transporte provizii în perioada celor șase ore de reflux, când barjele nu mai pluteau. Transportul trebuia făcut cu o remorcă amfibie cu o capacitate de 10-20 t, tractată de Landwasserschlepper. Generalul Halder a urmărit o demonstrație a utilizării Landwasserschlepper și a remorcii sale pe 2 august 1940 pe insula Sylt. Generalul, deși a avut obiecțiuni cu privire la înălțimea mare a vehicului în timpul deplasării pe uscat, a recunoscut utilitatea prototipului. Au existat propuneri pentru dotarea fiecărei barje de invazie cu unul sau două tractoare amfibii, dar producția a fost abandonată până în cele din urmă.

## Atacul pe un front larg versus atacul concentrat
Înaltul Comandament German (OKH) a plănuit inițial o invazie pe scară mare, cu debarcarea a 40 de divizii în regiunea de la Dorset până la Kent. O debarcare de o asemenea amploare depășea cu mult capacitatea de transport a Kriegsmarine, ceea ce a dus la redimensionarea planurilor inițiale. Noul plan prevedea debarcarea a doar nouă divizii, care avea să aducă pe țărmul Angliei 67.000 de infanteriști și a unei divizii aeropurtate de sprijin. Zona de debarcare a fost aleasă cea dintre Rottingdean și Hythe.
Marina germană a dorit să se desemneze un front cât mai îngust posibil, care ar fi fost mai ușor de apărat, în opinia marinarilor. Admiralul Raeder dorea ca frontul să se întindă de la Dover la Eastbourne, amintind că tansporturile navale dintre Cherbourg/Le Havre și Dorset erau expuse atacurilor vaselor britanice cu bazele la Portsmouth și Plymouth. Generalul Halder a respins o asemenea propunere a marinei afirmând că „Din punctul de vedere al forțelor terestre eu o consider ca pe o sinucidere curată, eu aș putea să pun trupele care debarcă de-a dreptul prin mașina de făcut cârnat".
Planul de luptă prevedea ca forțele germane să fie transportate din Cherbourg spre Lyme Regis, din Le Havre spre Ventnor și Brighton, din Boulogne spre Eastbourne, din Calais spre Folkestone și dinspre Dunkerque și Ostend spre Ramsgate. Parașutiștii urmau să aterizeze lângă Brighton și Dover. După ce ar fi pus stăpânire ferm pe zona de coastă, ar fi înaintat spre nord, pentru cucerirea orașului Gloucester și încercuirea capitalei, Londra. Cercetătorii moderni consideră că germanii nu ar fi încercat să ia cu asalt capitala, ci mai degrabă l-ar fi asediat și bombardat. Germanii trebuiau să cucerească o regiune din Anglia până la paralela a 52-a (aproximativ până la Northampton), planificatorii naziști considerând că, în această situație, Regatul Unit ar fi capitulat.

## Arileria germană de coastă
După ocuparea de către germani a regiunii Pas-de-Calais din nordul Franței, atât pentru Înaltul Comandament German cât și pentru Hitler părea evident că artileria grea de coastă ar putea să împiedice traficul naval millitar și comercial aliat prin Strâmtoarea Dover (Pas de Calais). Chiar și planificatorii Kriegsmarine considerau că interzicerea traficului aliat prin strâmtoare nu era doar de dorit, dar și realizabil, în special datorită distanței mici de doar 34 km dintre Franța și Anglia. Din toate aceste motive s-au dat ordine pentru punerea pe poziție a tuturor pieselor grele de artilerie ale armatei terestre și ale marinei de-a lungul coastei franceze, în special la Pas-de-Calais. Această operațiune urma să fie realizată de Organizația Todt și a început efectiv pe 22 iulie 1940.
Până la începutul lunii august, patru turele rotitoare dotate cu tunuri de 28 cm erau gata de luptă, tot așa cum erau operaționale toate turnurile montate pe platforme de cale ferată. Șapte dintre piesele de artilerie de 28 cm și un tun de 21 cm cu o rază de tragere de 115 km puteau fi folosite doar împotriva țintelor terestre. Restul de treisprezece tunuri de 28 cm și cinci de 25 cm plus cele bateriile motorizate (douăsprezece de 24 cm și zece de 21 cm) puteau fi folosite împotriva țintelor navale, dar aveau o eficiență redusă datorită vitezei reduse de translație, timpului lung de reîncărcare și a muniției nepotrivite.
Mult mai potrivite pentru distrugerea țintelor navale s-au dovedit cele patru baterii navale instalate pe la mijlocul lunii septembrie: Friedrich August cu trei tunuri de 30,5 cm, Prinz Heinrich cu două tunuri de 28 cm;Oldenburg' cu două tunuri de 24 cm și cea mai mare dintre toate, Siegfried, cu două tunuri de 38 cm. Controlul tirului pentru aceste baterii de coastă era asigurat cu ajutorul avioanelor de recunoaștere și a sistemului radar DeTeGerät instalat la Capul Blanc-Nez și Capul d’Alprech. Aceste radare puteau să detecteze ținte navale până la 40 km distanță, chiar și mici vase de patrulare din apele teritoriale britanice. Alte două radare au fost amplasate la mijlocul lunii septembrie: unul de tip DeTeGerät la Cap de la Hague și unul cu rază lungă de acțiune de tip FernDeTeGerät la Cap-d'Antifer lângă Le Havre.
Forțele terestre au dezvoltat planuri pentru plasarea unor baterii mobile de artilerie de-a lungul țărmului britanic imediat după cucerirea plajelor, baterii care urmau să fie folosite la neutralizarea vaselor britanice. Pentru acest scop a fost desemnată Artillerie Kommand 106 din cadrul Armatei a 16-a, care urma să debarce cu al doilea val pentru asigurarea protecției flotei de transport cât mai devreme posibil. Unitatea era formată din douăzeci și cinci de tunuri de 15 cm și șaptezeci și două de 10 cm. Cel puțin o treime dintre acestea trebuiau debarcate în Anglia pânăla sfârșitul primei săptămâni a invaziei.
Aceste baterii trebuiau să reducă la maxim amenințarea distrugătoarelor britanice asupra vaselor de transport de pe ruta cea mai estică. Bateriile trebuiau să acopere principalele rute de transport de la Dover la Calais și de la Hastings la Boulogne. Ele nu puteau proteja rutele cele mai vestice, dar zone întinse ale zonelor de invazie urmau să fie totuși sub acoperirea lor.
Comandanții britanici erau conștienți de amenințarea reprezentată de artileria germană care domina Strâmtoarea Dover și, pe 4 septembrie 1940, șeful Marelui stat major al Marinei a semnat un memoriu în care sublinia că dacă germanii „… ar putea să cucerească controlul asupra strâmtorii Dover și să captureze tunurile noastre de apărare, mai apoi, controlând aceste puncte de pe ambele maluri ale strâmtorii, ar putea fi în poziția de a interzice în cea mai mare parte accesul forțelor noastre navale în acele ape”. În condițiile în care germanii ar fi cucerit strâmtoarea Dover, Royal Navy nu ar mai fi putu să întrerupă fluxul de provizii și de trupe de rezervă germane peste Canal, cel puțin în timpul zilei. Mai apoi, el avertiza că în această situație, germanii ar fi fost capabili să asigure o vigoare deosebită atacului împotriva forțelor britanice. Chiar a doua zi, Marele stat major reunit, după ce a analizat importanța strâmtorii din toate punctele de vedere, a decis să întărească defensiva din regiunea litoralului din zonă cu noi trupe terestre.
Bateriile de coastă germane au început să tragă asupra țintelor navale în a doua săptămână a lunii august 1940 și și-au continuat tirurile până în septembrie 1944. Germanii au provocat 3.059 alarme, au ucis 216 civili și au avariat 10.056 obiective din regiunea Dover și, cel mai important, au produs pierderi foarte mari transportului naval, probabil cele mai mari pierderi suferite de britanici în afara celor suferite în timpul Bătăliei Angliei.

## Anularea
Atât britanicii cât și americanii erau conviși în timpul verii anului 1940 că invazia germană era iminentă. Germanii, la rândul lor, erau suficient de siguri pe ei pentru ca să toarne filme de propagandă. O echipa a filmat timp de două zile la începutul lui septembrie 1940 în portul belgian Antwerp debarcare tancurilor și infanteriei din baje. Dat fiind faptul că Hitler fusese informat că debarcarea avea să înceapă noaptea, dictatorul dorea să prezinte publicului toate detaliile acțiunii.
Britanicii și americanii au prognozat că debarcarea ar putea să aibă loc cel mai probabil în timpul fluxurilor din 5-9 august, 2-7 septembrie, 1-6 octombrie sau 30 octombrie-4 noiembrie.
Pe 17 septembrie 1940, Hitler s-a întâlnit cu Hermann Göring și cu Gerd von Rundstedt, care au reușit să îl convingă pe Führer că operațiunea nu avea sorți de izbândă. Germanii nu dețineau controlul asupra spațiului aerian, iar coordonarea dintre diferitele ramuri ale forțelor armate lăsa de dorit. În după-amiaza aceleiași zile, Hitler a dat ordinele necesare pentru amânarea invaziei. De asemenea, a ordonat dispersarea flotei de invazie pentru evitarea distrugerii vaselor de către aviația și marina britanice.
Amânarea invaziei a conincis cu apariția unor zvonuri cu privire la o tentativa de debarcare germană în jurul datei de 7 septembrie, care ar fi fost respinsă cu mari pierderi pentru atacatori. Au circulat povești cu privire la incendierea unor suprafețe întinse ale apelor litorale prin intermediul deversării și aprinderii unor mari cantități de petrol. Ambele zvonuri au fost prezentate ca vești credibile în presa americană, dar ambele au fost negate oficial de guvernele britanic și german. Istoricul James Hayward a presupus că zvonurile legate de „invazia eșuată” a fost o acțiune propagandistică britanică menită creșterii moralului din țară și din Europa ocupată de naziști, dar convingerii americanilor că iinsularii sunt hotărâți să lupte până la capăt.
După seria de bombardamente strategice asupra orașelor britanice din septembrie 1940 – mai 1941, Hitler a început să acorde o atenție tot mai mare atacului împotriva Uniunii Sovietice, iar Seelöwe a căzut în desuetudine, fără să se mai facă încercări pentru reluarea sa. Cu toate acestea, ultimele unități militare destinate invaziei Regatului Unit aveau să fie realocate altor misiuni doar în februarie 1942, în timpul pregătirilor pentru [[Operațiunea Barbarossa|invaziei din Uniunea Sovietică”.

## Sorții de izbândă
Cea mai mare parte a istoricilor militari consideră că Operațiunea Leul de Mare nu ar fi avut șanse să se încheie cu succes. Kenneth Macksey consideră că germanii ar fi fost victorioși doar dacă Royal Navy s-ar fi abținut de la o intervenție pe scară largă  iar invazia ar fi fost declanșată până în mai 1940, dar Macksey ajunge la concluzia că germanii nu erau pregătiți pentru asalt la acea dată. Alți autori (Peter Fleming, Derek Robinson și Stephen Bungay) consideră că operațiunea s-ar fi încheiat cu un dezastru pentru germani, iar alți cercetători au numit planul amfibiu german un „Dunkirk pe invers”. Robinson consideră că superioaritatea uriașă a Royal Navy în fața Kriegsmarine ar fi transformat „Leul de Mare” într-un dezastru.
Adolf Galland, comandantul Luftwaffe în timpul pregătirii invaziei, a afirmat că planurile pentru invaziei nu erau serioase, iar în rândul Wehrmachtului s-a făcut evidențiat un uriaș sentiment de ușurare când Leul de Mare a fost anulat. Feldmareșalul Gerd von Rundstedt împărtășea opinia lui Galland, considerând că Hitler nu a luat niciodată în serios ivadarea Angliei, toată acțiunea fiind o cacialma prin care s-ar fi încercat determinarea guvernului britanic să înceapă negocieri. El a notat că Napoleon nu a reușit să invadeze Anglia, iar dificultățile pe care a trebuit să le depășească împăratul nu fuseseră rezolvate de planificatorii Leului de mare. De fapt, în noiembrie 1939, comandanții flotei germane de război au elaborat un studiu cu privire la posibilitatea invaziei din Anglia în care au ajuns la concluzia că o asemenea acțiune are nevoie de îndeplinirea a două condiții – asigurarea superiorității aeriene, respectiv navale, pe care Germania nu avea să o atingă vreodată. Amiralul Karl Dönitz considera că superitatea aeriană nu ar fi fost insuficientă și admitea că „Nu avem nici controlul spațiului aerian sau al mărilor, nici nu eram capabili să îl obținem” . Pe 14 august 1940, Hitler a declarat apropiațiolor că nu ar fi fost dispus să încerce invadarea Regatului Unit dacă operațiunea s-ar fi dovedit primejdioasă și a mai adăugat că mai există și alte căi pentru înfrângerea britanicilor în afară de invazie.

### Logistica
Peste patru ani, Ziua Z avea să dea adevărata dimensiune a stocurilor de materiale care trebuiau debarcate în mod continuu pentru susținerea unei invazii amfibii. Pentru germani, problema ar fi fost mult mai gravă, de vreme ce forțele terestre germane nu erau motorizate, se bazau în principal pe tracțiunea cu cai. Una dintre cele mai mari probleme ale germanilor ar fi fost transportarea și debarcarea a mii de cai. Serviciile de informații britanice au calculat că primul val de debarcare format din 11 divizii (inclusiv diviziile aeropurtate), cereau o medie zilnică de 3.300 t de provizii. În Rusia, o singură divizie germană a avut nevoie în 1941 în timpul celor mai grele lupte de până la 1.100 t de provizii pe zi, iar în zilele „obișnuite” de 212-425 t pe zi. Strategii britanici au calculat că portul Folkestone, cel mai mare port care ar fi fost cucerit de germani în timpul fazei inițiale a invaziei, permitea tranzitarea a aproximativ 150 t de provizii pe zi în prima săptămână a invaziei (dacă echipamentele portuare ar fi fost distruse, iar caciatatea de transport a portului ar fi fost redusă cu 50% de către bombardmentele RAF). De-a lungul unei săptămâni, capacitatea maximă de procesare a portului putea să crească la 600 t pe zi, dar numai după ce germanii ar fi reparat instalațiile portuare și ar fi curățat rada de vapoarele scufundate și alte obastacole. Aceasta ar fi presupus că pentru cele nouă divizii de infanterie și două de parașuțiști debarcate inițial s-ar fi descărcat în port cel mult 20% din necesarul zilnic de provizii, restul trebuind să fie descărcat direct pe plajă, sau parașutat.
Cucerirea portului Dover ar fi crescut capacitatea de descărcare cu încă 800 de tone pe zi, ridicând la 40% necesarul de provizii manevrate prin proturi, dar această creștere pleca de la supoziția că Royal Navy sau RAF nu ar fi reușit să perturbe în mod serios transporturile germane peste Canalul Mânecii.

### Vremea
În perioada 19-26 septembrie 1940, condițiile meteorologice în regiunea Canalului Mânecii unde ar fi trebuit să aibă loc invazia au fost în general bune. Traversare Canalului, chiar și cu barjele fluviale modificate, în condițiile în care marea a rămas puțin agitată. Vântul a bătut moderat pentru tot restul lunii și nu ar fi împiedicat primul val de debarcare să își îndeplinească obiectivele în cele zece zile prevăzute în planul inițial Dacă pe 27 septembrie marea a devenit mai agitată, vândul bătând dinspre nord, traversarea putând fi mai riscantă, calmul s-a reinstalat pe mare pe 11–12 octombrie și mai apoi pe 16–20 octombrie. După aceasta, vântul a început să bată mai puternic din est, ceea ce ar fi creat condiții mai favorabile traversării Canalului Mânecii de către flota de invazie. La sfârșitul lunii octombrie, (după cum arată documentele serviciilor meteorologice britanice), vântul a început să bată cu putere din sud-vest. Vântul cu forța 8 ar fi împiedicat orice încercare de debarcare efectuată cu barje fluviale modificate

### Serviciile germane de spionaj
Serviciile germane de spionaj au înregistrat mai multe eșecuri, printre altele și datorită succesului înregistrat de MI5 în convingerea unor spioni să lucreze ca agenți dubli și să furnizeze informații eronate germanilor. În vreme ce unele dintre informațiile greșit nu ar fi generat probleme prea mari altele, ca de exemplu în cazul informațiilor despre podurile care nu mai existau, sau a exagerării utilității drumurilor secundarea britanice, ar fi produs neajunsuri majore desfășurării forțelor germane.

### Jocurile de război din perioada postbelică
În timpul jocului de război din 1974 al Royal Military Academy Sandhurst prin care se presupunea că Luftwaffe nu ar fi câștigat încă supremația aeriană și continua să depună o bună parte a eforturilor pentru bombardarea Londrei, tabăra germană a reușit să stabilească un capt de pod în sud-estul Angliei. Totuși, înaintarea germană a fost oprită pe liniile defensive (General Headquarters Line) care fuseseră contruite pentru respingerea așteptatei invazii. Aceste linii defensive erau apărate de voluntarii din Home Guard. În timpul jocului de război s-a presupus că, în perioada în care germanii erau rețiunuți în luptele de-a lungul liniilor defensive britanice, forțele regulate erau în plin proces de mobilizare. După doar câteva zile de la începerea invaziei, vasele Royal Navy din baza de la Scapa Flow au ajuns în zona Canalului Mânecii, blocând reaprovizionarea trupelor germane și tranportul trupelor de rezervă. În aceste condiții, trupele germane deja debarcate, care nu mai erau sprijinite de trupe proaspete venite de pe continent și nu mai erau aprovizionate decât pe calea aerului și care, în plus, erau obligate să facă față atacului infanteriei, artileriei și blindatelor britanice, au fost nevoite să capituleze.

## Planurile pentru organizarea Regatul Unit sub ocupație

### Administrația
Planurile pentru administrația germană din Regatul Unit ocupat prevedeau împărțirea țării în șase comandamente militaro-economice cu capitalele în Londra, Birmingham, Newcastle, Liverpool, Glasgow și Dublin.. Hitler a hotărât că Palatul Blenheim, căminul familiei lui Winston Churchill, urma să fie folosit ca sediu central al guvernului militar german de ocupație. David Lampe susține în cartea sa „The Last Ditch” că germanii doreau doar să ocupe sudul Angliei și că fuseseră create planuri pentru reglementarea circulației civililor din și înspre zonele aflate sub controlul lor. Unii dintre responsabilii naziști considerau că, pentru asigurarea hegemoniei germane în Europa Occidentală, trebuie avută în vedere proclamarea independenței mai multor regiuni. Aceasta ar fi presupus formarea unui stat scoțian, a Irlandei Unite și asigurarea autonomiei pentru Țara Galilor.
OKW, RSHA, și Ministerul de Externe au completat o listă cu numele persoanelor de încredere care ar fi format un nou guvern, la fel ca în Norvegia ocupată. Lista acesta era deschisă de Oswald Mosley. RSHA îl considera folositor pentru preluarea unor funcții de conducere și pe Harold Nicolson. OKW a făcut planuri și pentru reprimarea oricăror forme de rezistență a populației civile.
După război, au apărut zvonuri despre posibilii candidați pentru postul de „vicerege” - Reichskommissar für Großbritannien (Reichskommissar pentru Marea Britanie), care în alte teritorii ocupate (Norvegia sau Țările de Jos de exemplu), se bucurau de puteri dictatoriale (Josef Terboven, respectiv Arthur Seyss-Inquart). În fruntea listei s-ar fi aflat ministrul de externe nazist Joachim von Ribbentrop, care fusese ambasador în Regatul Unit. Al doilea nume pomenit a fost Ernst Wilhelm Bohle, un subsecretar al Ministerului de externe și Gauleiter al NSDAP/AO. Până la urmă, nici Hitler, nici guvernul german nu a făcut vreo numire în funcția de vicerege, iar discuțiile din cadrul cercurilor puterii de la Berlin au fost negate de Bohle în timpul interogatoriilor susținute în fața autorităților aliate. Von Ribbentrop nu a fost niciodată chestionat în legătură cu acest aspect. După semnarea de către Franța a Armistițiului de la Compiègne, când capitularea britanică părea iminentă, Hitler i-a comunicat lui Bohle că îl va numi în funcția de ambasador la Londra „dacă britanicii se comportă în mod rațional”.

### Monarhia britanică
Într-un documentar al Channel 5 din 16 iulie 2009 s-a afirmat că germanii doreau să restaureze domnia lui Eduard al VIII-lea în cazul în care ar fi ocupat Anglia. Numeroși lideri naziști consideratu că Ducele de Windsor era un simpatizant al guvernului naziste, credință susținută de comportamentul lui și al amantei sale Wallis Simpson în timpul vizitei din 1937 din Germania. Totuși, documentarul a demonstrat că ,în ciuda planurilor germane, fostul rege a fost de acord să fie transferat la bordul unei nave de război britanice în Bahamas, unde a preluat funcția de guvernator. În acest fel, el nu putea în nicun fel să servească intereselor naziste. În ciuda oricăror zvonuri, Ministerul de Externe Britanic a dat o declarație conform căreia loialitatea Ducelui nu a fost pusă niciodată la îndoială în timpul războiului.

### Politica de ocupație

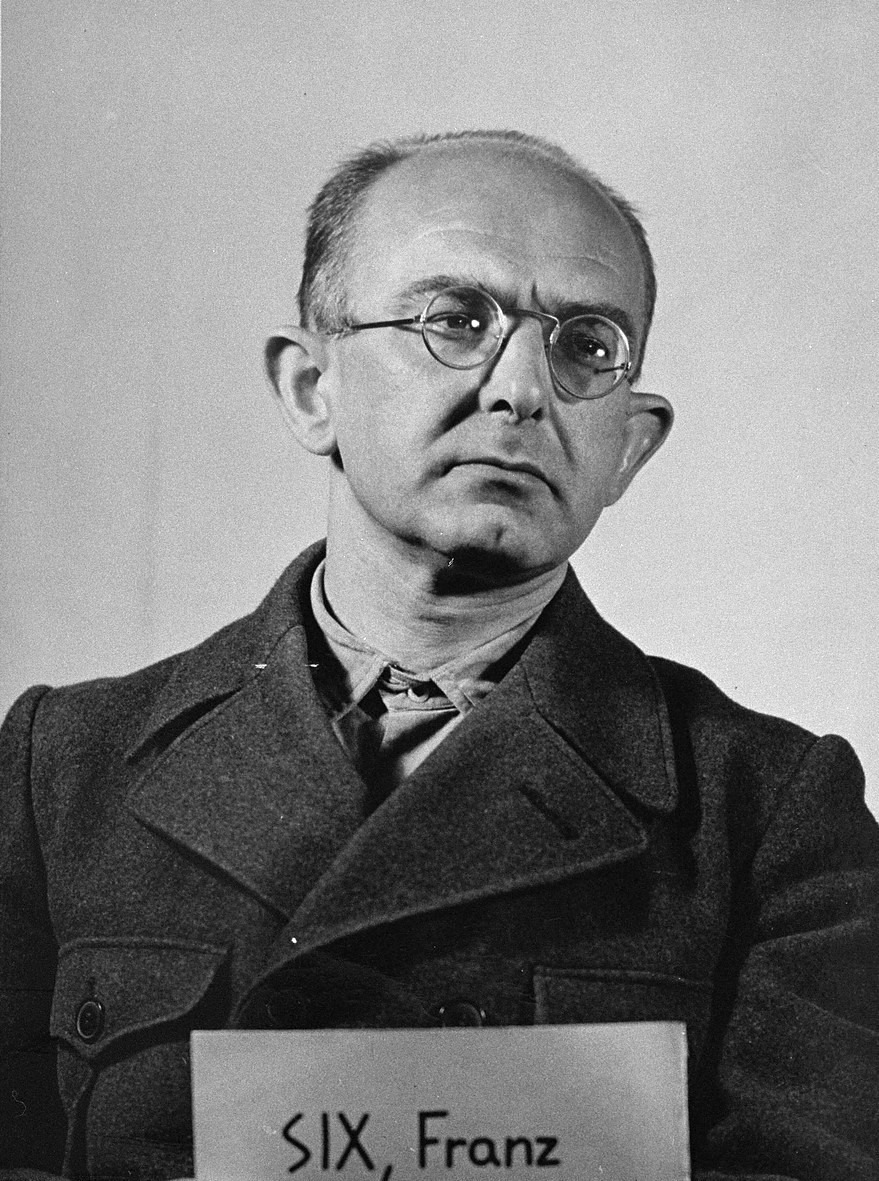
Dr. Franz Alfred Six la Nürnberg (1948)

În cazul în care Operațiunea Leul de Marea ar fi fost încununată de succes, Einsatzgruppe de sub comanda lui Franz Six ar fi urmat să fie implicată în stabilirea Noii Ordini Europene. Cartierul general al lui Six urma să fie în Londra, cu sedii secundare la Birmingham, Liverpool, Manchester și Edinburgh. Forțele lui Six urmau să primească o listă negră („Sonderfahndungsliste G.B.”) cu 2.820 de persoane care trebuiau arestate de urgență. Einsatzgruppen avea de asemenea ca sarcină lichidarea celor aproximativ 300.000 de evrei britanici. Six a primit de asemenea sarcina punerii în siguranță a rezultatelor cercetărilor aero-tehnologice, a echipamentelor tehnico-științifice de mare importanță, dar și a „lucrărilor germanice de artă”. Au existat zvonuri conform cărora Six ar fi făcut planuri pentru mutarea Coloanei lui Nelson la Berlin.
RSHA a făcut planuri pentru preluarea controlului asupra Ministerului Informațiilor, închiderea principalelor agenții de știri și preluarea controului asupra ziarelor. Ziarele care manifestaseră o poziție antigermană urmau să fie închise de îndată.
Se pare că, date fiind planurile de securitate germane, ocupația militară urma să fie termporară, existând o serie de planuri pentru perioada care ar fi urmat.

### Deportările
Documentele germane ajunse în mâna aliaților arată că Walther von Brauchitsch ordonase ca întreaga populație masculină cu vârsta între 17 și 45 de ani să fie internată în lagăre, după care să fie expediată pe continent, în afara unor situații execepționale. O asemenena măsură ar fi afectat cam 25% din populația masculină.
Regatul Unit urma să fie jefuit de orice ar fi avut vreo valoare financiară, militară, industrială sau culturală, iar populația rămasă ar fi urmat să fie supusă unui regim de teroare. Pentru asigurarea siguranței ocupanților trebuiau luați ostatici civili, iar pedeapsa capitală urma să fie aplicată împotriva celor care ar fi manifestat cea mai neînsemnată rezistență.
Populația masculină deportată trebuia să fie folosită cel mai probabil ca scalvi industriali în diferite regiuni ale Reichului. Deși ar fi fost de așteptat ca deportații britanici să fie tratați cu mai puțină brutalitate decât scalvii din Europa Răsăriteană (pe care naziștii în considera suboameni, potriviți doar pentru muncă sau moarte), condițiile de muncă și viață ar fi fost foarte aspre.
Unul dintre responsabilii Ministerului Reichului pentru Teritoriile Răsăritene Ocupate, Otto Bräutigam, a susținut că a avut șansa să citească un raport al generalului Eduard Wagner cu privire la o discuție cu Heinrich Himmler în care acesta din urmă și-a exprimat intenția să folosească forțelor speciale ale SS pentru eliminarea fizică a aproximativ 80% din populația Franței și Angliei după victoria finală germană. Există marturii conform cărora, Hitler i-ar fi numit pe englezii din clasa muncitoare indivizi „rasiali inferiori”

## Vedeți și:
- Auxiliary Units – Mișcarea britanică de rezistență care ar fi trebuit să fie organizată în cazul unei invazii germane în Regatul Unit încununate cu succes.
- Bătălia din Creta
- Operațiunea Dynamo – evacuarea de la Dunkerque / Dunkirk
- Operațiunea Felix – planul pentru cucerirea Gibraltarului
- Operațiunea Grün (Verde) – planul pentru invadarea Irlandei
- Operațiunea Herbstreise – un complex de operațiuni de mistificare care ar fi trebuit să acopere invazia germană în Regatul Unit.
- Operațiunea Herkules – planul pentru invadarea Maltei
- Operațiunea Overlord – debarcarea aliaților din Normandia din 1944.
- Operațiunea Tannenbaum – planul pentru invadare Elveției.

## Resurse internet
Order of battle - Unternehmen Seelöwe (Sealion)
- Pregătirile defensivei britanice pentru invazie
- Why Sealion is not an option for Hitler to win the war
- Why Operation Sealion Wouldn't Work
- Sealion: an orthodox view Arhivat în 27 aprilie 2006, la Wayback Machine.
- Sea Lion vs. Overlord Arhivat în 19 iunie 2006, la Wayback Machine.
- Operațiunea Leul de Mare
- Operation Sealion (The German Threat to Britain in World War Two, Dan Cruickshank, BBC)
- Hărți nautice ale Kriegsmarine (colecție particulară italiană)
- Operation Sealion - BBC Timewatch 1998